# 李彬 (丰城侯)
李彬（1361年—1422年），字質文，河南江北等處行中書省安豐路濠州定遠縣（今安徽省定遠縣）人，明朝军事将领，豐城侯。諡剛毅。

## 生平

### 洪武建文年间
李彬父亲李信早年跟随朱元璋起兵，累功至濟川衛指揮僉事。李彬后继嗣其職。之后跟随潁國公傅友德出塞，多有战功。之后负责镇守边疆。靖难之役时，朱棣起兵，李彬歸附，為前鋒，轉戰有功。之后累升至右軍都督府都督僉事。

### 永乐年间
永乐元年四月，以邱福議，封李彬为豐城侯，俸禄千石，予世券。次年，襄城伯李濬讨伐永新叛军，明成祖命李彬帅军策应。未抵达，叛军已平，遂命其统领部队镇守广东。永乐四年，其召还，后抵达南陽皂君山逮捕寇乱。同年七月，以左參將賫征夷副將軍印授沐晟，进攻安南（现越南）。十二月，李彬与雲陽伯陳旭攻破安南西都，又在木丸江大败安南军。平定后，论功时候，因李彬、陳旭“臨敵稽緩”缘由，不再加封，改加俸禄五百石。尋充總兵官，在海上继续追讨安南军。此后，李彬改为讨伐長沙李法良民乱，并率领浙江、福建部队逮捕海盗。
同年十月，其被命派往甘肃，與西寧侯宋琥經略降酋，李彬与柳升在境内整兵，而命土官李英进行防范。恰逢涼州酋老的罕叛变，都指揮使何銘戰死，李英进行追讨，获得大量俘虏，老的罕逃至赤斤蒙古。明成祖欲发兵，李彬则称路遇遥远兵饷难继，宜从缓而图之。次年，代替宋琥镇守甘肃，赤斤蒙古捉捕老的罕、并呈予明朝求和。朱棣嘉奖李彬功劳，賜賚甚厚。永乐十二年，其跟随朱棣北伐，率领右哨，破蒙古军於忽失溫，且追奔至土剌河。大军班师后，受上賞，改镇守陝西。
永乐十五年二月，命佩征夷將軍印，镇守交阯。抵达后，其即攻破擒拿陸那縣阮貞等人，并派遣都督朱廣等人平定順州及北晝諸寨。次年，清化府土巡檢黎利起兵，李彬遣朱廣討破之，黎利藏去。永乐十七年，其派遣都督同知方政襲黎利於可藍柵，獲其將軍阮個立等人。黎利逃至老挝。大军班师后，黎利再进行起义。都指揮黃誠进行攻击，后因遇雨季而被迫班师。
当时，交趾人各处起义，李彬派遣各将领分道攻破：方政讨伐車綿子等於嘉興、鄭公證於南策、丁宗老於大灣；朱廣讨伐興邦等於別部；都指揮徐謜討範軟於俄樂；指揮陳原瑰討陳直誠於惡江；都指揮王忠討楊恭於峽山。均先后获得胜利。然而，交趾的义兵却越来越多，李彬于是亲自率部征讨。当时，中官馬騏虐民，乂安知府潘僚率众叛变，李彬击败其叛变，并追至玉麻州。潘僚逃至老挝，李彬遣都指揮師祐帥師追讨。範玉亦率军在東潮州叛变，李彬亦追讨并在東潮捉获。此外，都指揮陳忠等在小黃江累敗，李彬追讨至鎮蠻。至此，各地叛乱遂平，唯独黎利屡次出没，之后在徐謜、方政的进攻下再次藏去。
永乐十九年，李彬以饋運不繼，請令官田与民田參錯屯用，后得到批准。之后，李彬发兵进入老撾索要黎利，老挝恐惧，请自己逮捕后献上，而恰逢李彬得病而罢。次年正月，李彬去世。继任者孟瑛、陳智、李安、方政均因领兵讨伐不得，由王通代任总兵官。而安南民变日益加剧，交趾遂无法镇守了。李彬去世后，赠茂國公，謚剛毅。